# Entovalva amboinensis
Entovalva amboinensis is een tweekleppigensoort uit de familie van de Lasaeidae. De wetenschappelijke naam van de soort is voor het eerst geldig gepubliceerd in 1931 door Spärck.